# Фишер фон Вальдгейм, Григорий Иванович
Григо́рий Ива́нович (Иоганн Готтгельф, Готхельф) Фи́шер фон Ва́льдгейм (нем. Johann Gotthelf Fischer von Waldheim, 1771—1853) — русский естествоиспытатель, автор научных работ по палеонтологии, зоологии и энтомологии (в частности — по жесткокрылым насекомым), почётный член Петербургской Академии наук (с 1828 года). Отец ботаника Александра Григорьевича Фишера фон Вальдгейма.

## Биография
Родился в семье саксонского помещика в Вальдгейме, близ Лейпцига, 3 (14) октября 1771 года. В 1783 году поступил во Фрейбергскую гимназию, после её окончания учился во Фрейбергской горной академии у проф. А. Г. Вернера; здесь подружился с А. фон Гумбольдтом. В 1792—1794 годах изучал медицину в Лейпцигском университете, который закончил со степенью бакалавра медицины; затем продолжал образование в университетах Йены, Галле и Гёттингене, где защитил диссертацию «О дыхании животных» (1797) на степень доктора медицины и отправился в Париж, где стал учеником и последователем Ж. Кювье. В конце 1799 года он был назначен профессором натуральной истории и библиотекарем университета Майнца; проявил себя также как знаток музейного дела, составив подробное описание Парижского музея натуральной истории, что стало главным фактором в приглашении его в Россию, причем он предпочёл Москву месту профессора Йенского университета, куда также приглашался. Он был приглашён на должность директора Музея натуральной истории с занятием образуемой кафедры натуральной истории.
В сентябре 1804 года Фишер фон Вальдгейм приступил к чтению лекций по зоологии и минералогии на физико-математическом факультете Московского университета, открыл курс публичных лекций по натуральной истории на французском языке.
Фишер фон Вальдгейм в высшей степени способствовал развитию естествоведения в России, в особенности в области энтомологии и палеонтологии. В марте 1805 года Фишер фон Вальдгейм выступил инициатором основания при Московском университете Московского общества испытателей природы (МОИП), стал его первым директором (в 1805), а затем — вице-президентом (с 1822), редактировал «Записки МОИП» (с 1806), «Бюллетень МОИП» (с 1829).
В 1813—1814 годах в Москве была напечатана его трёхтомная «Зоогнозия» (на латыни), ставшая первой в России классической систематической сводкой «линнеевского» образца.
С 1817 года он одновременно преподавал в Московской медико-хирургической академии, где также организовал музей, переданный в 1840-е годах в московский университет. С 1819 года — академик Медико-хирургической академии.
В 1828—1830 годах занимал должность декана физико-математического факультета.
Мечтой Фишера фон Вальдгейма было создание в Москве комплексного Всероссийского (национального) естественно-научного музея, для чего он разработал специальную программу (1832) и собрал крупные пожертвования. Идея создания комплексного естественнонаучного музея не нашла поддержки ни у попечительского совета университета, ни в московском учебном округе и в 1832 году Фишер фон Вальдгейм (очевидно в знак протеста) ушёл в отставку в звании заслуженного профессора и сконцентрировал свои усилия на работе в МОИП, в котором он был директором (и с 1822 года — вице-президентом). Оставив после себя преемником в университете своего сына Александра Григорьевича, Г. И. Фишер фон Вальдгейм воспитал плеяду учеников, продолживших преподавание естественно-научных дисциплин в середине XIX века — К. Ф. Рулье, А. Л. Ловецкий, Г. Е. Щуровский.
В 1819—1835 годах Г. И. Фишер фон Вальдгейм состоял директором Московского общества сельского хозяйства. В 1819 году был избран действительным членом Петербургской Академии наук (с 1828 — почётный член); всего же состоял в 70 научных обществах, среди которых Королевское экономическое общество в Лейпциге (1807), Королевская академия в Мюнхене (1808), Американская академия наук (1816), Падуанская академия (1820), Туринская академия (1821), Королевское и Геологическое Линнеево общество в Швеции (1821), Азиатское общество в Калькутте (1823).
На службе достиг чина действительного статского советника (1830), был награждён орденами Св. Владимира IV степени (1808), Св. Анны II степени (1818), Св. Владимира III степени (1826), Св. Станислава II степени (1832), Св. Станислава I степени (1835), Св. Анны I степени (1847), Красного Орла (1847, Пруссия), иностранными королевскими медалями.
Похоронен на Введенском кладбище (11 уч.).

## Библиография

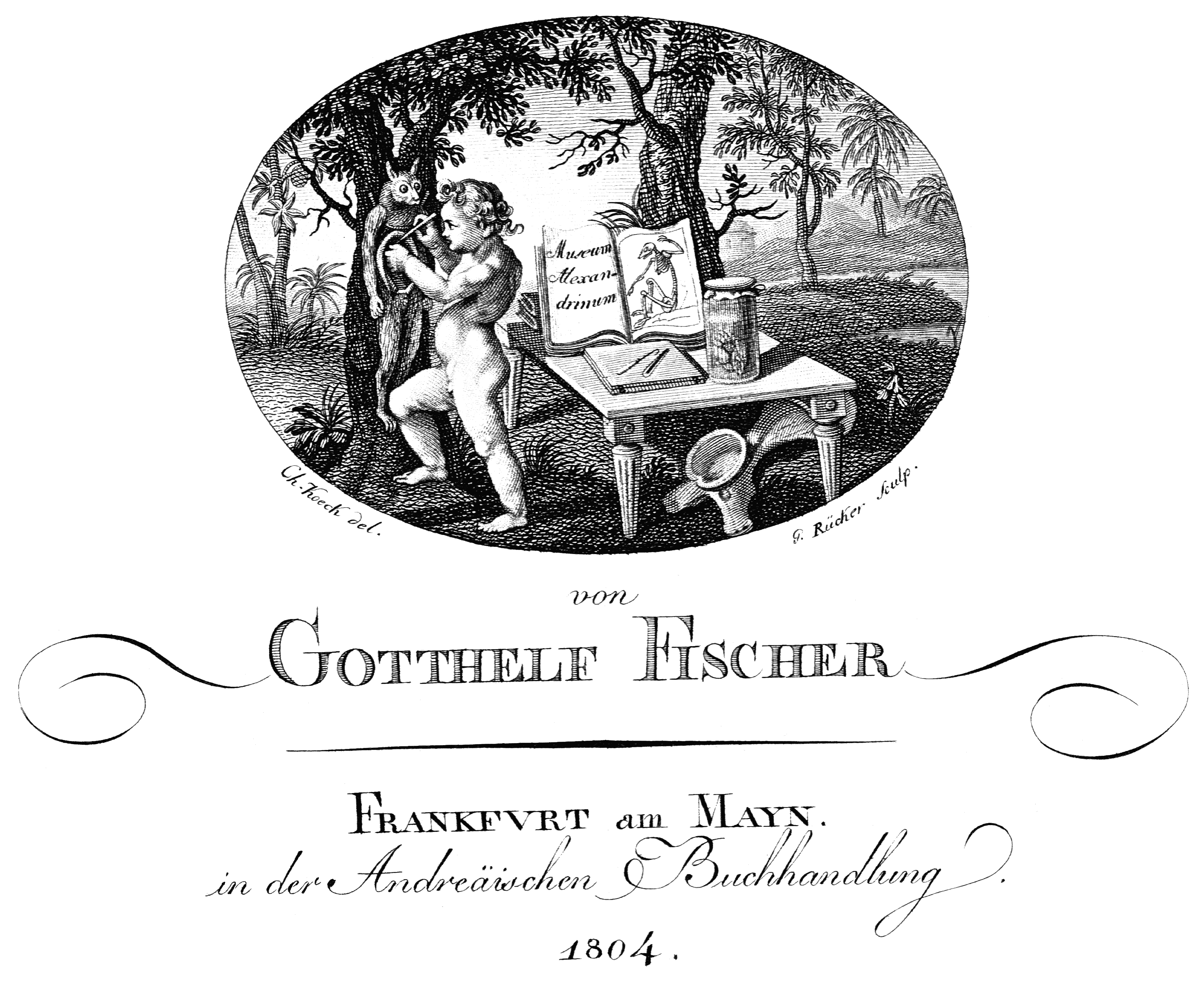
Фрагмент титульного листа издания 1804 г.

## Память
В честь Фишера фон Вальдгейма назван минерал фишерит.